# 황희선생묘
황희선생묘(黃喜先生墓)는 대한민국 경기도 파주시 탄현면 금승리에 있는 조선시대 방촌(방村) 황희(1363∼1452) 선생의 묘소이다. 1976년 8월 27일 경기도의 기념물 제34호로 지정되었다.

## 개요
조선 왕조를 통하여 가장 명망있는 재상으로 칭송되었던 방촌(방村) 황희(1363∼1452) 선생의 묘소이다.
고려 공민왕 1년(1389)에 문과에 급제한 후 성균관학록을 지냈으며 고려가 멸망하자 한 때 시골에 은거하였으나 조정의 요청과 동료들의 천거로 성균관학관으로 제수되었고 이후 여러 직책을 두루 맡았다.
그는 태종의 극진한 예우를 받으며 6조의 판서, 대사헌 등 요직을 거치면서 문물과 제도를 정비하여 조선 초기 국가 기반을 확립하는데 큰 업적을 남겼다. 태종 대의 관직생활을 통해 얻은 국정전반에 대한 깊이 있는 경험을 토대로, 세종 대에는 20여 년간 나라살림을 총괄하던 의정부에서 외교와 문물제도의 정비, 4군 6진의 개척, 문예진흥 등을 지휘하여 세종성세(世宗盛世)에 크게 공헌하였다.
묘역은 3단으로 넓게 조성되었으며 봉분의 규모 역시 크다. 봉분의 아랫부분은 화강암으로 둘레석을 둘렀으며 봉분 앞에는 제사를 지내기 위한 상석(床石)과 향로석 등의 석물이 있다. 좌우에는 동자상과 문인석이 한쌍씩 있고, 묘역 아래에는 그의 업적을 기린 사적비와 1945년에 세운 신도비(神道碑:왕이나 고관 등의 평생업적을 기리기 위해 무덤 근처 길가에 세운 비)가 있다.

## 같이 보기
- 황희

## 참고 문헌
- 황희선생묘 - 국가유산청 국가유산포털